# محوطه هورتاو
محوطه هورتاو مربوط به عصر برنز است و در شهرستان سلسله، بخش مرکزی، روستای یاری آباد واقع شده و این اثر در تاریخ ۲۳ شهریور ۱۳۸۲ با شمارهٔ ثبت ۱۰۰۲۱ به‌عنوان یکی از آثار ملی ایران به ثبت رسیده است.